# Fritz Brockhaus
Friedrich Eduard „Fritz“ Brockhaus (* 27. März 1874 in Leipzig; † 3. Juli 1952 ebenda) war ein deutscher Verleger, Buchhändler und Jurist.

## Leben
Brockhaus wurde 1874 als jüngster Sohn von Eduard Brockhaus und dessen Ehefrau Emilia (Milly), geb. Weisz, geboren. Er besuchte das Humanistische Gymnasium in Leipzig und studierte Rechtswissenschaften. Er promovierte zum Dr. jur. und legte das Richterexamen ab. Im Anschluss absolvierte er eine berufliche Ausbildung zum Verlagsbuchhändler, unter anderem in Frankreich und England.
Am 1. Juli 1905 wurde Fritz Brockhaus neben seinem älteren Bruder Albert Brockhaus Mitinhaber des Lexikonverlags F. A. Brockhaus, nachdem am Vortag sein anderer Bruder Rudolf Brockhaus aus der Firmenleitung ausgeschieden war. Ihr gemeinsamer Neffe Hans Brockhaus, der Sohn Alberts, trat am 1. Juli 1914 in die Firmenleitung ein. Zu dritt leiteten sie den Verlag bis zum Tod Alberts im Jahr 1921. 
In der Zeit des Nationalsozialismus wurde der Familie 1937 in einem Artikel der SS-Zeitschrift Das Schwarze Korps unterstellt, „nichtarischer“ Abstammung zu sein. Eine daraufhin von der Reichsstelle für Sippenforschung durchgeführte Untersuchung kam 1939 zu dem Ergebnis, dass Fritz Brockhaus’ aus Ungarn stammende Mutter Jüdin gewesen sei. Brockhaus galt damit nach der nationalsozialistischen Rassengesetzgebung als „Halbjude“. Um mögliche Konsequenzen abzuwehren, stellten Brockhaus und seine in der Unternehmensleitung tätigen Verwandten Hans und Wolfgang ein Immediatgesuch an Adolf Hitler, in dem sie mit Verweis auf die Weltgeltung der Firma Brockhaus darum baten, ihre unternehmerische Tätigkeit ungehindert weiterführen zu können. Im März 1940 teilte das Reichsministerium für Volksaufklärung und Propaganda mit, dass es keine personellen Konsequenzen geben werde.
Der Neffe Hans Brockhaus siedelte nach dem Ende des Zweiten Weltkrieges im Juni 1945 nach Wiesbaden über. Ab diesem Zeitpunkt trat als neuer Teilhaber der frühere Prokurist Karl Jäger in die Verlagsleitung ein. Er führte den Verlag gemeinsam mit Fritz Brockhaus bis zu dessen Tod 1952. Im darauffolgenden Jahr 1953 wurde der Verlag verstaatlicht und firmierte nun als VEB Brockhaus Leipzig.

## Familie
Fritz Brockhaus heiratete im Jahre 1907.